# Колесо времени (Будапешт)
Колесо времени (венг. Időkerék) — одни из крупнейших в мире песочных часов. Установлены в Будапеште в 2004 году в честь вступления Венгрии в Евросоюз.
Часы установлены рядом со входом в городской парк Варошлигет, справа от площади Героев на месте, где раньше стоял памятник Ленину (он был демонтирован в 1993 году и перенесен в парк Мементо).
Конструкция представляет собой колесо огромных размеров. Изготовлена из красного гранита, стали и ударопрочного стекла. Диаметр часов — 8 метров, ширина — 2 метра, вес — 60 тонн.
Внутри колеса находится шесть тонн песка. «Песок» (фактически стеклянные гранулы) просачивается сквозь небольшое отверстие из верхней стеклянной камеры в нижнюю в течение одного года с помощью компьютеризированной системы, которая поддерживает точное количество и скорость пересыпания.
Песок заканчивается в канун Нового года, а затем колесо времени должно поворачиваться на 180 градусов, чтобы поток песка мог возобновиться в следующем году. Поворот часов могут осуществлять четыре человека с помощью стальных тросов. Для того, чтобы осуществить поворот часов на 180 градусов необходимо примерно 45 минут.
Колесо времени было открыто 1 мая 2004 года в ознаменование исторического расширения Европейского союза, в результате которого Венгрия (вместе с девятью другими странами) стала членом ЕС.
Янош Хернер спроектировал и построил колесо времени по архитектурному проекту Иштвана Янаки.

## Современное состояние
При создании Колеса времени планировалось, что этот памятник станет новым символом страны. Но этого не произошло. Памятник оказался очень дорогим и сложным в обслуживании.
Начиная с осени 2010 года, из-за технических неисправностей и вследствие существенного износа, Колесо времени не работает. Техническое состояние памятника ухудшается с каждым годом. Уже появляются признаки разрушения конструкции, серьёзного повреждения управляющей электроники. Никаких работ по восстановлению работоспособности конструкции не производится. Памятник не обслуживается и практически не охраняется. Средства на его содержание и обслуживание не выделяются уже много лет.
Правительство делало попытки продать Колесо времени, но эти попытки не увенчались успехом.
1. ↑  https://www.kozterkep.hu/4112/idokerek